# Powell Clayton

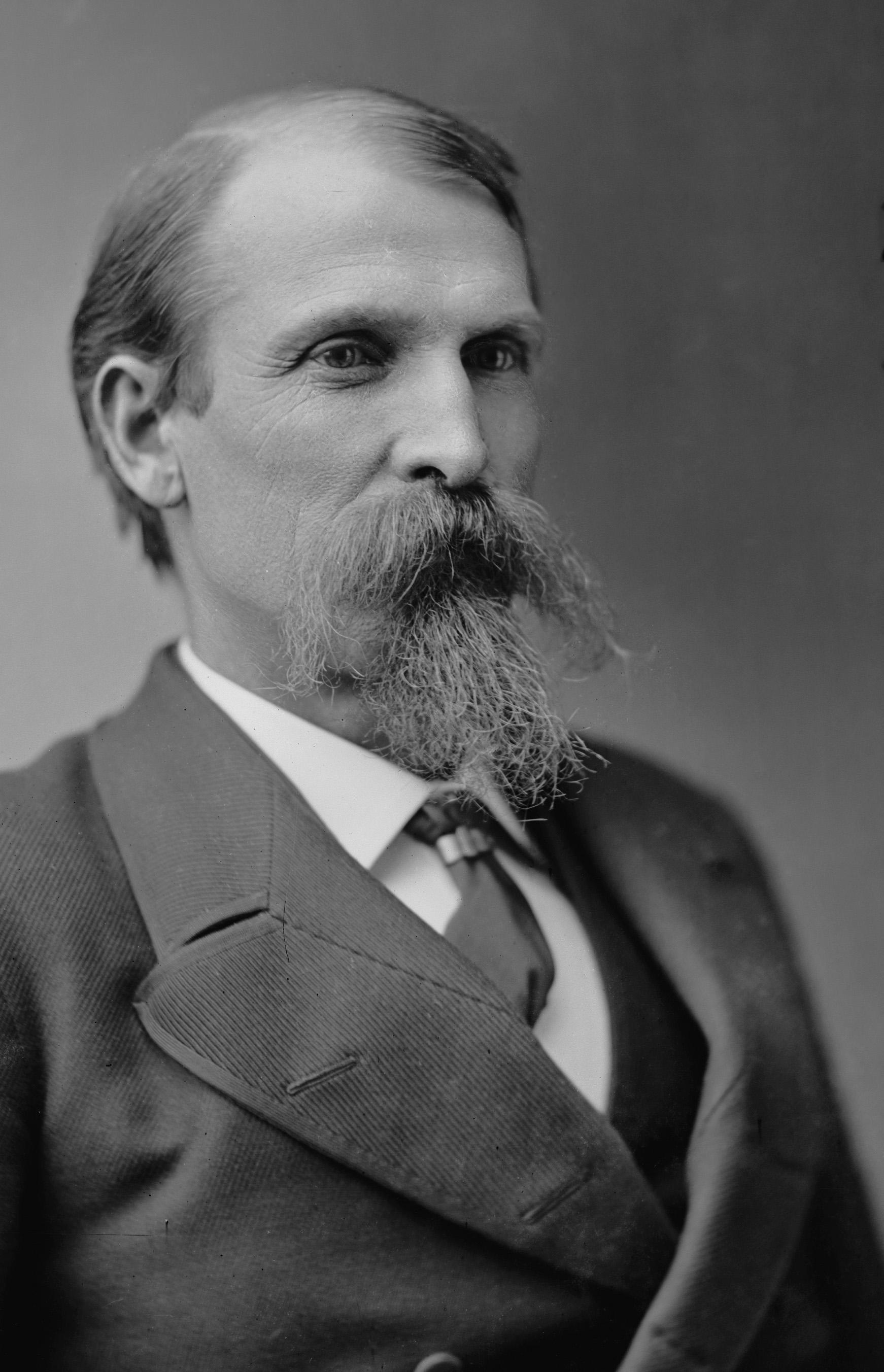
Powell Clayton

Powell Clayton (* 7. August 1833 in Bethel, Delaware County, Pennsylvania; † 23. August 1914 in Washington D.C.) war ein US-amerikanischer Politiker und zwischen 1868 und 1871 Gouverneur des Bundesstaates Arkansas.

## Frühe Jahre
Powell Clayton besuchte die Partridge Military Academy in Bristol. Anschließend studierte er in Wilmington in Delaware Ingenieurwissenschaften. Im Jahr 1855 zog Clayton nach Leavenworth in Kansas, wo er bei der Stadtverwaltung als Geometer (Landvermesser) angestellt wurde. Bei Ausbruch des Amerikanischen Bürgerkriegs trat er als Captain in das „First Kansas Infantry Regiment“ ein. Im Verlauf des Krieges brachte er bis zum Regimentskommandeur und sogar zum Brigadegeneral. Clayton war hauptsächlich in Arkansas eingesetzt. Er nahm an einigen Schlachten teil, bei denen auch viele seiner Soldaten fielen. Clayton war auch bei der Einnahme der Hauptstadt Little Rock dabei. Im weiteren Verlauf wurde er Stadtkommandant von Pine Bluff im Jefferson County. Dort wehrte er einen Angriff der Konföderierten erfolgreich ab. Am Ende seiner Militärzeit kommandierte er die Kavalleriedivision des Siebten Korps der Unionsarmee.

## Politischer Aufstieg
Im August 1865 schied Clayton aus der Armee aus. Es zog ihn nach Arkansas zurück, wo er zusammen mit seinen Brüdern eine vom US-Finanzministerium beschlagnahmte Plantage pachtete. Damit wurde er wohlhabend genug, um eine eigene Plantage zu erwerben. Im Jahr 1867 half er beim Aufbau der Republikanischen Partei in Arkansas. Motiviert wurde er von den Übergriffen einiger ehemaligen Anhänger der Konföderation auf seine Plantage. Clayton stieg bald in der Partei auf und wurde gegen einen einheimischen Bewerber zum Spitzenkandidaten für die Gouverneurswahlen nominiert.

## Gouverneur von Arkansas
Nach der erfolgreichen Wahl konnte Clayton sein neues Amt am 2. Juli 1868 antreten. Ein Hauptproblem wurde die zunehmende Gewalt. Politisch wurde er von den konservativen Kräften bekämpft, während gleichzeitig der Ku-Klux-Klan mit gewalttätigen Aktivitäten in Erscheinung trat. Der Gouverneur reagierte entschlossen auf diese Herausforderung und verhängte über elf Bezirke das Kriegsrecht. Damit gelang es ihm, im Gegensatz zu vielen anderen Südstaaten, die Klan-Aktivitäten frühzeitig in den Griff zu bekommen. Außerdem nahm er auch Schwarze in die Nationalgarde auf, was in den Augen der Konservativen im Land ein Skandal war.
Diese machten dem Gouverneur ohnehin das Leben schwer und versuchten mehrfach erfolglos, ihn seines Amtes zu entheben. Die Anklagen gegen ihn reichten von Korruption bis zum Vorwurf der persönlichen Beteiligung an Verbrechen. Clayton wurde aber freigesprochen. Aber auch aus Teilen seiner eigenen Partei kam Widerspruch gegen seine Politik auf. Trotzdem war seine Regierung erfolgreich. Neben dem Vorgehen gegen die Umtriebe des Ku-Klux-Klans wurde das Eisenbahnnetz des Landes wieder auf- und ausgebaut und das Schulwesen wurde verbessert. Im Jahr 1871 wurde Clayton in den US-Senat gewählt. Aus diesem Grund trat er am 17. März dieses Jahres vom Amt des Gouverneurs zurück.

## Weiterer Lebenslauf
Zwischen 1871 und 1877 vertrat Powell Clayton seinen Bundesstaat im Kongress in Washington. Dort war er in mehreren Ausschüssen und gleichzeitig war er Parteichef der Republikanischen Partei von Arkansas. Darüber hinaus war er im Republican National Committee und spielte in den Vorgängen bei der Gouverneurswahl des Jahres 1872 und dem darauf folgenden Brooks-Baxter War eine bedeutende Rolle, die zur Verkürzung der Amtszeit von Gouverneur Elisha Baxter führten. Später war er Direktor einer Eisenbahngesellschaft und vom 13. Mai 1897 bis zum 26. Mai 1905 amerikanischer Botschafter in Mexiko. Im Jahr 1912 zog er nach Washington, wo er 1914 verstarb. Er war mit Adaline McGraw verheiratet, mit der er fünf Kinder hatte.
Powell Clayton ist auf dem Nationalfriedhof Arlington beigesetzt.